# Rato (piłkarz)
Rato, właśc. José Castelli (ur. 10 sierpnia 1903 w São Paulo  – zm. 26 września 1984 w São Paulo) – piłkarz brazylijski grający na pozycji napastnika.

## Kariera klubowa
José Castelli karierę piłkarską rozpoczął w klubie Corinthians São Paulo w 1921. Z Corinthians sześciokrotnie zdobył mistrzostwo stanu São Paulo – Campeonato Paulista w 1922, 1923, 1924, 1928, 1929 i 1930 roku. W 1931 roku wyjechał do Włoch do S.S. Lazio.
W Serie A zadebiutował 20 września 1931 w przegranym 1-3 meczu z Torino FC. Ostatni raz w Lazio zagrał 20 września 1933 w wygranym 1-0 meczu z US Palermo. W Lazio przez niecałe trzy sezony zaliczył w tym czasie 47 spotkań i strzelił 7 bramek. W 1933 roku powrócił do Brazylii do Corinthians São Paulo, gdzie zakończył karierę w 1937 roku, zdobywając kolejne mistrzostwo stanu São Paulo – Campeonato Paulista w 1937 roku. Ogółem w Corinthians rozegrał 208 meczów i strzelił 69 bramek.

## Kariera reprezentacyjna
Rato zadebiutował w reprezentacji Brazylii 2 lipca 1931 w meczu z Ferencvarosem Budapeszt. Był to jedyny jego występ w reprezentacji.